# 遠山友寿
遠山 友寿（とおやま ともひさ）は、美濃苗木藩の第11代藩主。

## 略歴
天明6年11月25日（1787年1月14日）第9代藩主・遠山友清の長男の遠山友福の長男として江戸で生まれたが、母の直は、友寿を出産した翌日に没した。
天明7年(1787年）4月晦日、第10代藩主・友随の養嗣子となっていた実父の友福が早世した。
そのため、天明8年（1788年）4月22日、祖父の友随の嫡孫となった。
寛政4年（1792年）12月21日、祖父の友随の隠居により、7歳で家督を相続したが、幼少のために肥後人吉藩主の相良長寛の後見を受けた。
寛政9年（1797年）2月9日、将軍の徳川家斉に拝謁した。
寛政12年（1800年）、4月9日に江戸を出発し、4月17日に初めて苗木城へ入城した。
享和元年（1801年）、鍛冶橋御門番・駿府加番を勤めて、12月16日に、従五位下・刑部少輔に叙任された。
藩士に重役心得を申し渡し、指導者の心構えと指導の重要性を強調した。
文化4年(1807年)、乗馬仕立之主意を出し、先代藩主の友随の諸士心得の徹底を図った。
文化11年(1814年)、美濃守に改めた。
同年3月、藩財政の窮乏に近江国信楽代官取扱いの宿場助成貸付金3千両の借用を、領内33ヶ村を引当として申込んで800両の融通を受けるとともに倹約令を繰返し、借上や貸下げ、さらには家臣の統率強化にも務めた。
文政2年9月17日(1819年)、継室の於由賀が、後に苗木藩主となった友禄を生んだ。
文政13年7月(1830年)、衣類の倹約既定の申請書が側向の者に出された。
天保3年（1832年）12月、倹約令で家中借上米が、翌年から3年間実施されたが、藩財政は好転の兆が見られず、借米期間は延長に延長を重ねた。
天保9年（1838年）11月21日、53歳で没し、三男の友禄が苗木藩主を嗣いだ。
墓所は岐阜県中津川市の苗木遠山家廟所。